# Halli, Manvi
Halli là một làng thuộc tehsil Manvi, huyện Raichur, bang Karnataka, Ấn Độ.